# Wyścigowe Samochodowe Mistrzostwa Polski 1972
Sezon 1972 był szesnastym sezonem Wyścigowych Samochodowych Mistrzostw Polski. Był to także pierwszy sezon WSMP od 1967 roku, jako że w latach 1968–1971 mistrzostwa nie były rozgrywane.
Sezon liczył trzy eliminacje, wszystkie rozgrywane w Toruniu. Punkty przyznawano sześciu najlepszym zawodnikom według klucza 9-6-4-3-2-1.

## Grupy
Samochody były podzielone na następujące grupy:
- Grupa I – seryjne samochody turystyczne, których produkcja w ciągu 12 miesięcy przekraczała pięć tysięcy egzemplarzy. Modyfikowanie tych samochodów pod kątem poprawy osiągów było niemal całkowicie zabronione. Ponadto w przypadku, jeżeli pojemność silnika przekraczała 700 cm³, to samochód musiał być przynajmniej czteromiejscowy;
- Grupa II – specjalne samochody turystyczne, których produkcja w ciągu 12 miesięcy przekraczała tysiąc egzemplarzy. Dozwolony był duży zakres przeróbek pod kątem poprawy osiągów. Ponadto w przypadku, jeżeli pojemność silnika przekraczała 700 cm³, to samochód musiał być przynajmniej czteromiejscowy;
- Grupa III – seryjne samochody GT, których produkcja w ciągu 12 miesięcy przekraczała tysiąc egzemplarzy. Modyfikowanie tych samochodów pod kątem poprawy osiągów było niemal całkowicie zabronione. Samochód musiał być przynajmniej dwumiejscowy;
- Grupa IV – specjalne samochody GT, których produkcja w ciągu 12 miesięcy przekraczała pięćset egzemplarzy. Dozwolony był duży zakres przeróbek pod kątem poprawy osiągów;
- Grupa V – prototypy sportowe oraz samochodowy sportowe grup II i IV z modyfikacjami przekraczającymi granice określone przepisami tych grup;
- Grupa VII – dwumiejscowe samochody wyścigowe;
- Grupa VIII – samochody wyścigowe formuły międzynarodowych (1, 2, 3);
- Grupa IX – samochody wyścigowe formuły wolnej oraz formuł narodowych.

Samochody grup I–IV były dodatkowo podzielone na następujące klasy:
- Klasa 11 – gr. I, poj. do 850 cm³;
- Klasa 12 – gr. I, poj. do 1300 cm³;
- Klasa 13 – gr. I, poj. do 1600 cm³;
- Klasa 14 – gr. I, poj. pow. 1600 cm³;
- Klasa 21 – gr. II, poj. do 850 cm³;
- Klasa 22 – gr. II, poj. do 1300 cm³;
- Klasa 23 – gr. II, poj. do 1600 cm³;
- Klasa 24 – gr. II, poj. pow. 1600 cm³;
- Klasa 31 – gr. III i IV, poj. do 1600 cm³;
- Klasa 32 – gr. III i IV bez ograniczenia pojemności.

Ponadto rozgrywano wszechklasy, czyli handicapowe wyścigi samochodów klas 11–32. Zwycięzca klasyfikacji wszechklas zostawał mistrzem Polski samochodów turystycznych.

## Zwycięzcy
| Data             | Tor   | Klasa               | Zwycięzca (kierowcy)  | Samochód              | Zwycięzca (zespoły)        |
| ---------------- | ----- | ------------------- | --------------------- | --------------------- | -------------------------- |
| 4 czerwca        | Toruń | samochody wyścigowe | Zbigniew Sucharda     | Promot-Rak 67-Ford    | Automobilklub Warszawski   |
| 4 czerwca        | Toruń | wszechklasy         | Sobiesław Zasada      | Porsche 911 S         | Automobilklub Krakowski    |
| 1–2 października | Toruń | samochody wyścigowe | Lech Jaworowicz       | Promot-Rak 67-Ford    | Automobilklub Warszawski   |
| 1–2 października | Toruń | wszechklasy         | Andrzej Wojciechowski | Polski Fiat 125p 1500 | Automobilklub Dolnośląski  |
| 15 października  | Toruń | samochody wyścigowe | Lech Jaworowicz       | Promot-Rak 67-Ford    | Automobilklub Warszawski   |
| 15 października  | Toruń | wszechklasy         | Adam Smorawiński      | BMW 2002 Ti Alpina    | Automobilklub Wielkopolski |

## Mistrzowie

### Samochody wyścigowe
| Poz. | Kierowca          | Samochód           | Zespół                      | Pkt. |
| ---- | ----------------- | ------------------ | --------------------------- | ---- |
| 1    | Lech Jaworowicz   | Promot-Rak 67-Ford | Automobilklub Warszawski    | 18   |
| 2    | Józef Kiełbania   | Promot-Polski Fiat | Automobilklub Świętokrzyski | 10   |
| 3    | Marcin Biernacki  | Promot-Rak 67-Ford | Automobilklub Warszawski    | 10   |
| 4    | Zbigniew Sucharda | Promot-Rak 67-Ford | Automobilklub Warszawski    | 9    |
| 5    | Henryk Nowak      | Promot-Rak 67-Ford | Automobilklub Śląski        | 8    |

### Wszechklasy
| Poz. | Kierowca            | Samochód              | Zespół                         | Pkt. |
| ---- | ------------------- | --------------------- | ------------------------------ | ---- |
| 1    | Adam Smorawiński    | BMW 2002 Ti Alpina    | Automobilklub Wielkopolski     | 21   |
| 2    | Ksawery Frank       | BMW 3000; BMW 2002 Ti | Automobilklub Warszawski       | 10   |
| 3    | Andrzej Jaroszewicz | Polski Fiat 125p 1300 | FSO - Automobilklub Warszawski | 9    |
| 4    | Robert Mucha        | Polski Fiat 125p 1500 | FSO - Automobilklub Warszawski | 5    |
| 5    | Andrzej Manowiecki  | Polski Fiat 125p      | Automobilklub Świętokrzyski    | 3    |